# QWERTZ
     QWERTY
     QWERTZ
     AZERTY (Litwa: ĄŽERTY (nie na rysunku))
     układy narodowe (Turcja: FGĞIOD, Łotwa: ŪGJRMV, Litwa: ĄŽERTY)
QWERTZ – symboliczna nazwa układu liter do alfabetu łacińskiego na klawiaturze maszyny do pisania i komputera, zaczerpnięta od pierwszych sześciu liter w szeregu pod rzędem cyfr, patrząc od lewej, analogicznie do QWERTY. Różni się od niego przede wszystkim zamianą liter Y i Z.
Jest to układ używany w większości krajów Europy Środkowej (Niemcy, Czechy, Węgry, Austria, Słowacja, Szwajcaria), w tym dawniej w Polsce jako klawiatura maszynistki.

## W Polsce
Polska odmiana powstała na bazie układu niemieckiego. Pierwsze maszyny do pisania ze znakami charakterystycznymi dla języka polskiego (ą, ć, ę, ł, ń, ó, ś, ź, ż) powstały po przeróbce maszyn niemieckich. Czcionki z polskimi znakami umieszczono w miejsce liter alfabetu niemieckiego (ä, ö, ü, ß) i kilku znaków specjalnych. Z tego też względu, polskie maszyny do pisania nie miały niektórych dużych liter specyficznych dla języka polskiego (brak wystarczającej liczby czcionek do podmiany).

Polska klawiatura komputerowa według normy PN-I-06000:1997.

Ponieważ nie ma jednolitego standardu rozmieszczenia dodatkowych znaków takich jak nawiasy [] i {}, symbole waluty itp. w poszczególnych urządzeniach sposób uzyskiwania tych znaków może być różny.
Spotyka się również klawiatury, na których polskie znaki są rozmieszczone inaczej niż definiuje to Polska Norma PN-87, np. w systemie Windows XP można używać klawiatury Polski (214).

## Przykłady

### Niemcy i Austria
Geneza przestawienia klawiszy Y i Z w układzie QWERTZ nie jest do końca znana. Nie mniej jednak oferuje pewne korzyści przy pisaniu w języku niemieckim z uwagi na to, iż:
- Z jest o wiele częstszą literą niż Y.
- Litery T i Z częstą spotykają się obok siebie.
- „Zu” jest przyimkiem oraz przedrostkiem w języku niemieckim.

W Niemczech i Austrii zgodnie ze standardem „ISO/IEC 9995” jest używany następujący układ:

### Szwajcaria
Standardem układu klawiatury w Szwajcarii jest „SN 074021:1999”. Są wersje dla języka niemieckiego, w której ä, ö i ü są wprowadzane bez, a à, é i è z użyciem ⇧ Shift, i francuskiego (tradycyjnym układem we Francji jest AZERTY), gdzie jest na odwrót.
Ta klawiatura jest także używana w Liechtensteinie i Luksemburgu.

### Czechy
W Czechach jest używany zarówno układ QWERTZ, jak i QWERTY. Wyróżnia się tym, że w rzędzie liczb znajdują się litery z czeskimi znakami diakrytycznymi, podczas gdy cyfry pozyskuje się wciskając ⇧ Shift. Istnieje także czeska wersja układu programisty, ale litery pozyskiwane poprzez AltGr nie leżą w miejscu liter, z których się wywodzą, lecz są tam, gdzie znajdują się w układzie tradycyjnym.

### Słowacja
Na Słowacji funkcjonują podobne układy klawiatur, co w Czechach.

### Obszar dawnej Jugosławii
W Serbii, Chorwacji, Bośni, Czarnogórze oraz Słowenii (mimo iż język słoweński nie używa liter Ć i Đ) jest używana następująca klawiatura:
Oprócz tego, serbski cyryliczny układ klawiatury bazuje na tym układzie QWERTZ.